# Monique Wittig
Monique Wittig, född 13 juli 1935 i Dannemarie, Haut-Rhin, död 3 januari 2003 i Tucson, Arizona, var en fransk författare och feministisk teoretiker.
Wittig utgav 1964 sin första roman, barndomsskildringen L'Opoponax. Hon deltog i grundandet av Mouvement de libération des femmes och senare också av Gouines rouges, den första organisationen för lesbiska kvinnor i Paris. Hon utgav 1969 det utopiskt feministiska verket Les Guérillères, vilket fick stor betydelse för den nya kvinnorörelsen i Frankrike, och 1973 den likaså skönlitterära Le Corps lesbien. År 1976 emigrerade hon till USA, där hon främst kom att ägna sig åt genusteori. Ett centralt begrepp för henne var det heterosexuella kontraktet, vilket hon ansåg vara den underliggande basen för hur könen definieras i heterodogmatiska samhällen, och menade att genusidentiteternas upphävande är nödvändig för att individens fulla identitet och frihet skall kunna uppnås. Ett urval av hennes teoretiska artiklar utgavs i La Pensée straight (2001).